# Liberté, la nuit

Liberté, la nuit est un film français réalisé par Philippe Garrel, sorti en 1983.

## Synopsis
Lors des « évènements d'Algérie », un instituteur aide le FLN, puis il a une relation avec une jeune pied-noir...

## Fiche technique
- Titre : Liberté, la nuit
- Réalisation : Philippe Garrel
- Scénario : Philippe Garrel, adapté par Berard Lambert
- Musique originale : Faton Cahen
- Photographie : Pascal Laperrousaz
- Montage : Dominique Auvray et Philippe Garrel
- Format : Noir et blanc
- Durée : 82 minutes
- Pays d'origine :  France
- Langue originale : français

## Distribution
- Emmanuelle Riva : Mouche, la femme
- Maurice Garrel : Jean, le mari
- Christine Boisson : Gémina
- László Szabó : Laszlo, le marionnettiste
- Brigitte Sy : Micheline, la femme de Laszlo
- Pierre Forest : Un parachutiste
- Gérard Demond : Un parachutiste
- Barthelemy Teillaud : Barthélémy, le fils de Laszlo
- Muriel Oger : Sophie, la fille de Jean
- Raymond Portalier : Policier en civil
- Joël Barbouth : Policier en civil
- Habib Laidi : Travailleur algérien
- Mohamed Fellag : Mohand
- Salah Teskouk : Salah
- Julien Sarfati : Mehdi
- Jean-Pierre Léaud : René[réf. nécessaire]

## Distinction
- Festival de Cannes 1984 : Prix Perspectives du Cinéma